# Alfrēds Videnieks
Alfrēds Videnieks (* 7.jul. / 20. August 1908greg. im Kreis Doblen, Russisches Kaiserreich; † 22. Juni 2002 in Riga) war ein lettischer bzw. sowjetischer Theater- und Film-Schauspieler.

## Leben und Leistungen
Videnieks stammte aus dem Gouvernement Kurland und erlernte den Beruf des Gärtners. Er plante anschließend Pilot zu werden, ließ sich dann jedoch ab 1930 von Ernests Kārkliņš Zeltmatis in Riga zum Schauspieler ausbilden. Von 1933 bis 1937 trat Videnieks für das Liepāja Theater auf und setzte seine Laufbahn danach beim Nationaltheater (1937–1941) und dem Rigaer Volkstheater (1941–1944) fort. Ab 1944 war er wieder am Nationaltheater tätig, das nunmehr den Namen Staatliches Akademische Dramatheater „A. Upita“ trug.
Seit 1949 war Videnieks auch im Film zu sehen, eines seiner ersten größeren Engagements hatte er 1958 in dem Drama Die Geschichte vom lettischen Schützen. Ein Jahr später folgte mit dem Charakter des Professor Niklaws in Baltische Rosen eine der wenigen Hauptrollen Videnieks'. Der dunkelhaarige Mime galt als Spezialist für aristokratisch wirkende Charaktere, so gab er in Diena bez vakara (1962) den Chefarzt eines TBC-Sanatoriums, in Generali da zizilebi (1963) einen General, in Москва-Генуя (Moskwa–Genuja, 1964) einen amerikanischen Botschafter, in Die Verschwörung in der Botschaft (1966) den Kommandeur eines Schützenbataillons, in Chained Island einen Major und in Schild und Schwert (beide 1968) einen Untersuchungsrichter. Außerdem trat Videnieks 1971 als alter Fischer in Nāves ēnā, einer Adaptionen der Kurzgeschichte Im Schatten des Todes von Rūdolfs Blaumanis, und in einer kleinen Nebenrolle in der Fernsehfilmreihe Долгая дорога в дюнах (Dolgaja doroga w djunach, 1980–1981) auf. Letztmals war er 1986 in Das Märchen vom Däumling vor der Kamera zu sehen.
Für sein Wirken auf der Bühne erhielt Videnieks 1951 den Stalinpreis, 1959 folgte die Ernennung zum Volkskünstler der Lettischen SSR.
Er war mit der Schauspielerin Helga Līcīte verheiratet, ihr gemeinsamer Sohn Arnis Līcītis (1946–2022) ergriff ebenfalls diesen Beruf.
Videnieks starb rund zwei Monate vor seinem 94. Geburtstag und wurde auf dem Rigaer Waldfriedhof beigesetzt.

## Filmografie (Auswahl)
- 1958: Die Geschichte vom lettischen Schützen (Latviešu strēlnieku stāsts)
- 1959: Baltische Rosen (Šķēps un roze)
- 1960: Vor dem Sturm (Vētra)
- 1964: Trawler auf fremdem Kurs (Kapteinis Nulle)
- 1966: Die Verschwörung in der Botschaft (Sagowor poslow)
- 1966: Spiel ohne Unentschieden (Igra bes nitschei)
- 1968: Vom Regen und Wind... (Kogda doschd i weter stutschat w okno)
- 1968: Chained Island (Jvartsmuli kundzuli)
- 1968: Schild und Schwert – Ohne das Recht auf sich selbst (Schtschit i metsch – Bes prawa byt soboi)
- 1969: Emma und die reichen Herrschaften (Pie Bagātas Kundzes)
- 1986: Das Märchen vom Däumling (Sprīdītis)